# Luka Pokupska
Luka Pokupska – wieś w Chorwacji, w żupanii karlowackiej, w mieście Karlovac. W 2011 roku liczyła 360 mieszkańców.